# Chalkidiki

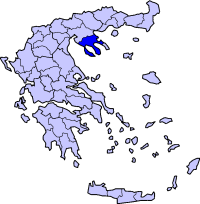
Poloha v Řecku

Chalkidiki (řecky Χαλκιδική) je poloostrov tvořící jednu z řeckých regionálních jednotek. Nachází se v jihovýchodní části kraje Střední Makedonie. Na severu jeho centrální části se rozkládá pohoří Cholomontas. Břehy poloostrova omývají vody Egejského moře. Jeho tvar připomíná ruku se třemi „prsty“ – Pallené (dnes Kassandra), Sithonia, a Athos. Na posledním jmenovaném se nachází mnišský stát Agion Oros (Svatá hora) se svými slavnými kláštery.

## Geografie

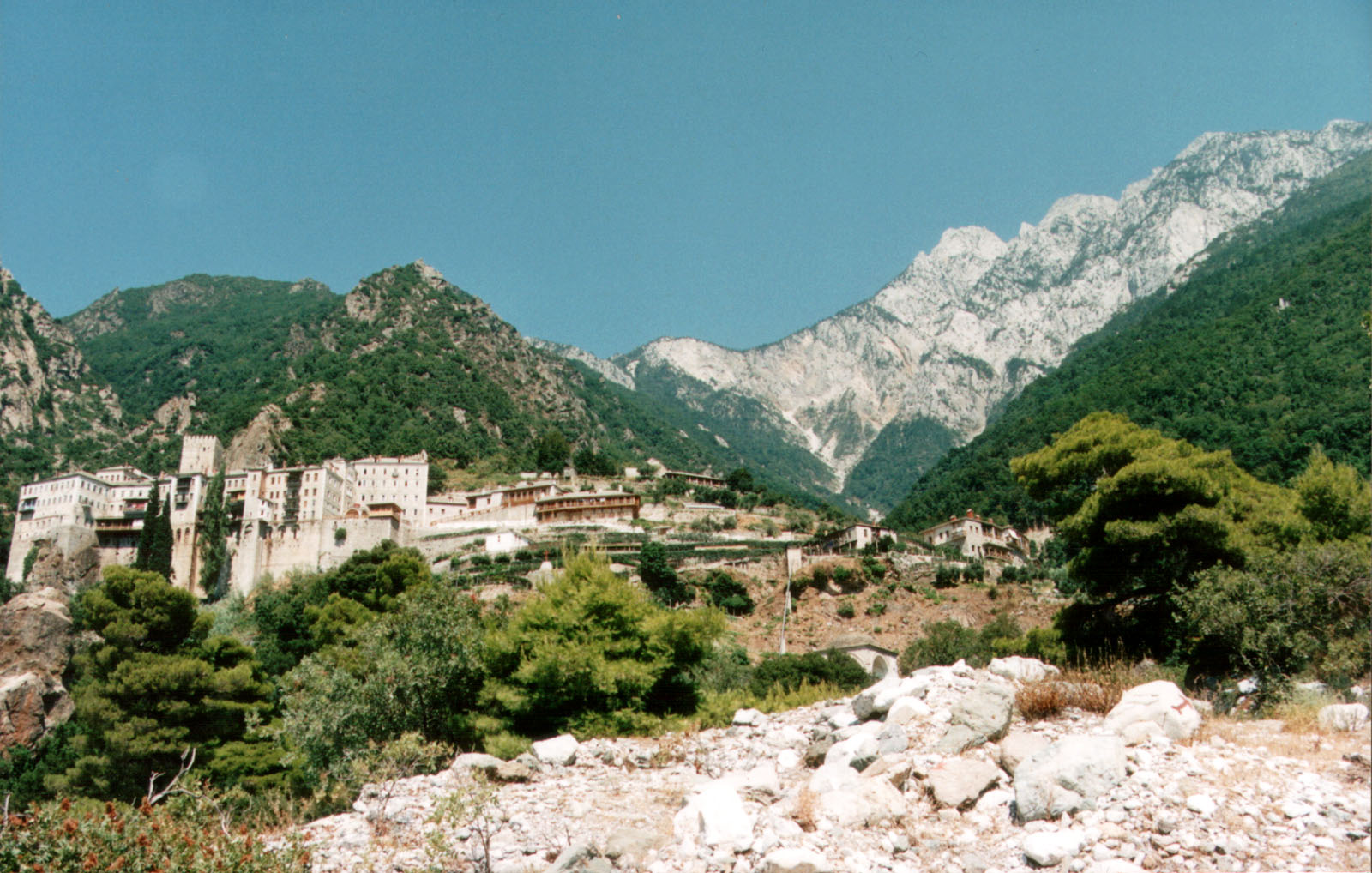
Hora Agios Oros s klášterem v popředí

Poloostrov Chalkidiki, který je tvořen zmíněnými třemi prstovitými výběžky vybíhajícími z pevniny do vod Egejského moře je hojně pokryt horskými masivy. Přes celý poloostrov se táhne ve směru západ - východ hřbet Cholomontas (1165 m). Vrcholy hor Kassandry a Sithonie podobných výšek nedosahují, nejvyšším vrcholem je hora Itamos (808 m). Nejvýchodnější část poloostrova Athos naopak v nejvyšších partiích kulminuje vysokým vrcholem Agion Oros (2043 m).

## Historie
Ve starověku byla oblast součástí Thrákie. První řečtí osadníci sem přišli z měst Chalkis a Eretria na ostrově Euboia v 8. století př. n. l. a založili města Mendé, Toróné a Scióné. Druhá vlna osadníků přišla z ostrova Andros v 6. století př. n. l. Starověké město Stageira bylo rodištěm filosofa Aristotela.

## Uspořádání
Hlavním městem prefektury je město Polygyros, nacházející se uprostřed poloostrova. Území poloostrova Athos má status autonomního mnišského státu s velmi přísným režimem při udělování povolení vstupu na své území (pouze pro dospělé muže).

## Antická naleziště

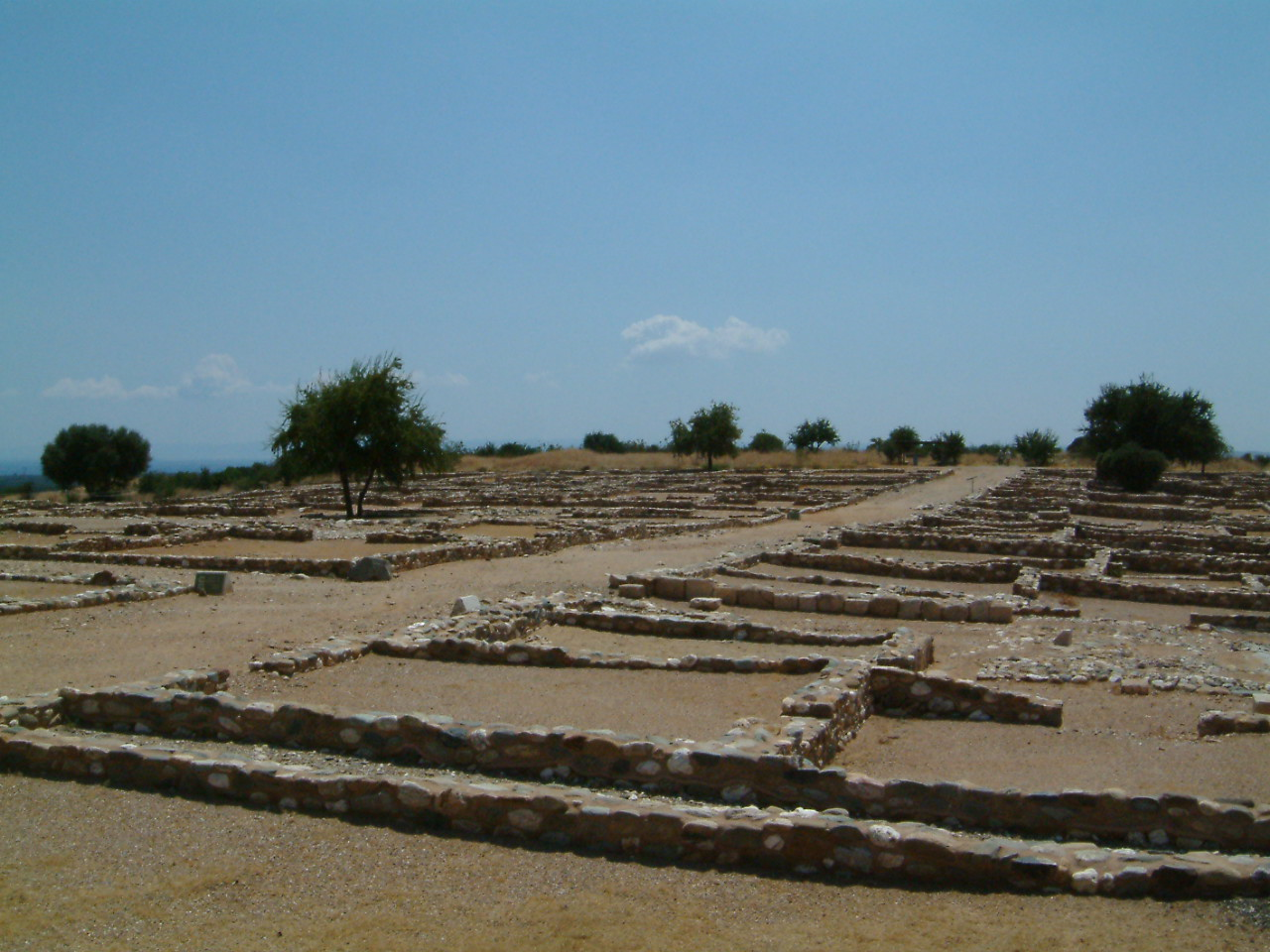
Ruiny starověkého města Olynthos

- Olynthos
- Potidaea

## Produkty
Na Chalkidiki se prodávají tyto místní produkty:
- olivový olej
- alkoholické nápoje Ouzo a Tsipouro
- mléčné výrobky z kozího mléka
- med – na Chalkidiki se nachází třetina včelařů v Řecku
- marmelády
- vějíře
- obrazy
- dřevěné výrobky
- keramika
- pečivo